# Minamoto no Tōru

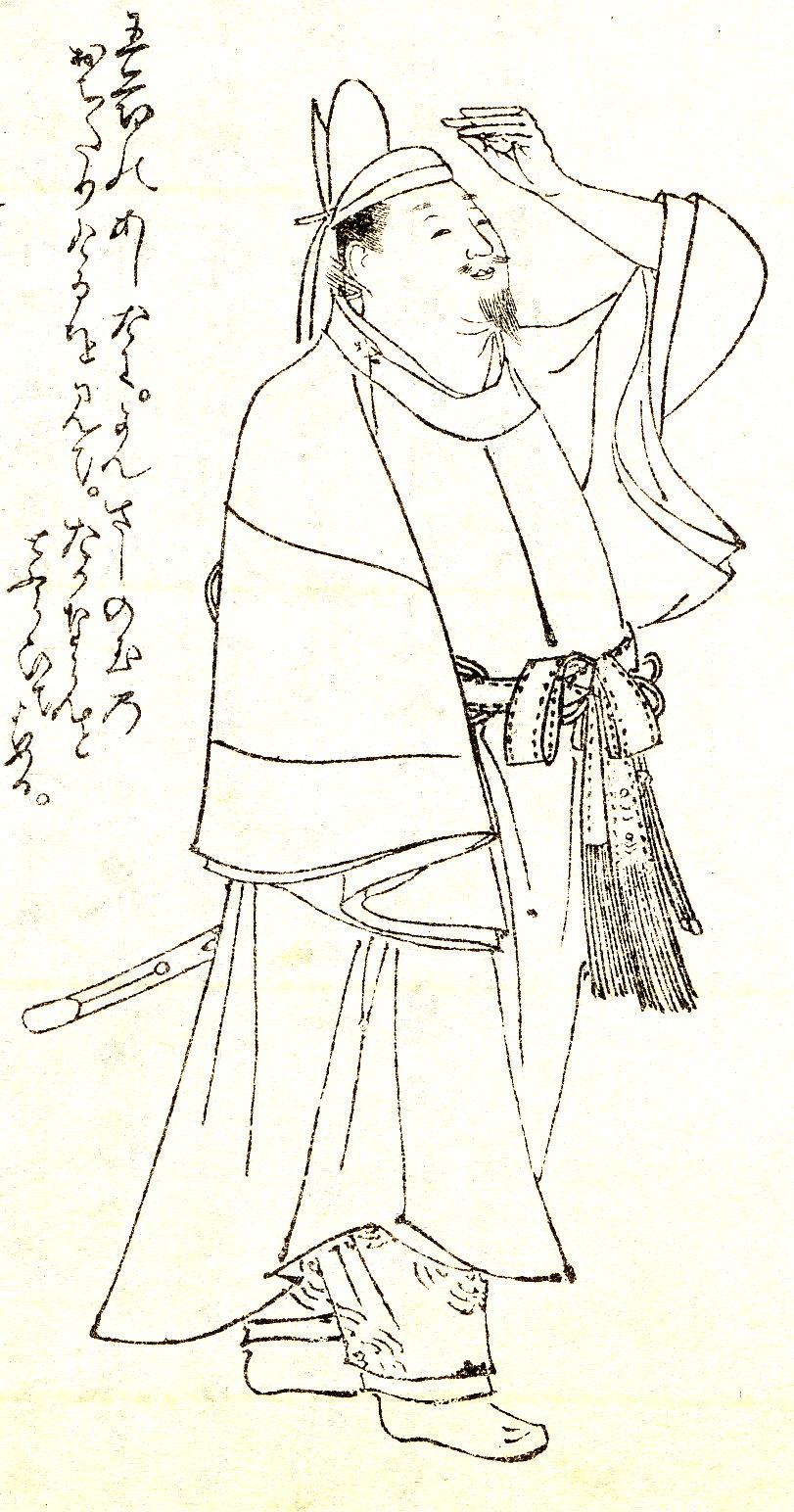
Minamoto no Tōru disegnato da Kikuchi Yōsai

Minamoto no Tōru (源融; 822 – 17 settembre 895) è stato un poeta e politico giapponese del primo periodo Heian (794-1185).

## Biografia
Dodicesimo figlio dell'imperatore Saga, era quindi un membro del ramo Saga Genji del clan Minamoto e il fondatore del ramo Toruryu.
Tōru fu nominato governatore di Sagami, Ōmi e Ise.
Prestò servizio come Dainagon nell'870, sotto l'imperatore Seiwa, fino a quando fu promosso a Sadaijin nell'872, una posizione che mantenne fino alla sua morte nell'895 durante i regni degli imperatori Yōzei, Kōkō e Uda.
Il suo soprannome Kawara deriva dal nome del grande palazzo che costruì sulla sponda occidentale del fiume Kamo, a Kyoto, chiamato 河原院 (Kawara no In?), fece riprodurre il paesaggio di Matsushima (allora chiamato Shiogama) nel giardino della sua residenza. Questa residenza fu in seguito considerata infestata dai fantasmi, come indicato da un aneddoto nel Konjaku monogatarishū (27-2) e da un'opera teatrale nō di Zeami intitolata Tōru.
Molti sostengono che Murasaki Shikibu si sia ispirata a lui per fare dell'eroe Hikaru Genji il protagonista del suo romanzo più famoso, il classico della letteratura giapponese, Genji monogatari.
Con il nome Kawara no Sadaijin (河原左大臣, Ministro della Sinistra di Kawara), una delle sue poesie è inclusa nel Gosen Wakashū, ed è l'autore del poema 14 nell'antologia di poesie Ogura Hyakunin isshu:
(Ogura Hyakunin isshu n. 14)
La sua tomba si trova nel tempio Seiryō-ji, situato sull'antica distretto di Saga di Ukyō-ku, a Kyoto.